# Primera División 1927 (Uruguay)
Het seizoen 1927 van de Primera División was het 25e seizoen van de hoogste Uruguayaanse voetbalcompetitie, georganiseerd door de Asociación Uruguaya de Football. De Primera División was een amateurcompetitie, pas vanaf 1932 werd het een professionele competitie.

## Teams
Er namen twintig ploegen deel aan de Primera División tijdens het seizoen 1927. Het schisma dat binnen het Uruguayaanse voetbal bestond was in 1925 beëindigd. De ploegen die dat jaar in de officiële Primera División en in de competitie van de dissidente bond speelden, werden in 1926 verdeeld over twee competities. Tien ploegen namen deel aan de Serie A en al deze ploegen waren zeker van deelname aan de Primera División 1927. Zestien ploegen namen deel aan de Serie B en de top-tien daarvan deed in 1927 ook mee in de Primera División.
Van de ploegen die in 1925 in de Primera División speelden, waren er acht al verzekerd van deelname aan dit seizoen omdat ze in 1926 in de Serie A meededen. Drie van de andere vier clubs wisten zich via de Serie B ook te kwalificeren, alleen CA Fénix slaagde daar niet in. Zij zouden pas in 1957 weer op het hoogste niveau spelen. De overige zeven gekwalificeerde ploegen uit de Serie B speelden de jaren daarvoor in de dissidente competitie. Vijf daarvan debuteerden dit seizoen op het officiële hoogste niveau. Dit waren CA Cerro, Olimpia FC, CA Rosarino Central, Solferino SC en IA Sud América. De naam van Uruguay Onward FC werd veranderd in Uruguay Club.
| Club                      | Stad       | Stadion                 | Vorig seizoen            |
| ------------------------- | ---------- | ----------------------- | ------------------------ |
| Belgrano FC               | Montevideo | Parque Erba             | 8e                       |
| CA Bella Vista            | Montevideo | Parque Olivos           | Gekwalificeerd (Serie B) |
| CA Capurro                | Montevideo | Parque Narancio         | Gekwalificeerd (Serie B) |
| Central FC                | Montevideo | Parque Fraternidad      | 6e                       |
| CA Cerro                  | Montevideo | Parque Santa Rosa       | Gekwalificeerd (Serie B) |
| CA Defensor               | Montevideo | Parque Ricci            | 2e (Serie B)             |
| CA Lito                   | Montevideo | Parque Salvo            | 5e                       |
| Liverpool FC              | Montevideo | Cancha El Prado         | 7e                       |
| Misiones FC               | Montevideo | Parque Bolivar Céspedes | Gekwalificeerd (Serie B) |
| Montevideo Wanderers FC   | Montevideo | Estadio Belvedere       | 2e                       |
| Club Nacional de Football | Montevideo | Gran Parque Central     | 4e                       |
| Olimpia FC                | Montevideo | Parque Higiene y Salud  | Gekwalificeerd (Serie B) |
| CA Peñarol                | Montevideo | Estadio de los Pocitos  | 1e                       |
| Racing Club de Montevideo | Montevideo | Cancha Reducto          | Gekwalificeerd (Serie B) |
| Rampla Juniors FC         | Montevideo | Parque Nelson           | 3e                       |
| CA Rosarino Central       | Montevideo | Parque Lugano           | Gekwalificeerd (Serie B) |
| Solferino SC              | Montevideo | Cancha de los Huesos    | Gekwalificeerd (Serie B) |
| IA Sud América            | Montevideo | Las Acacias             | 1e (Serie B)             |
| Universal FC              | Montevideo | Parque Salvo            | 10e                      |
| Uruguay Club              | Montevideo | La Pileta               | 9e                       |

## Competitie-opzet
Alle deelnemende clubs speelden tweemaal tegen elkaar (thuis en uit). De ploeg met de meeste punten werd kampioen.
Doordat de competitie uit twintig clubs bestond, speelde elke ploeg 38 wedstrijden, het hoogste aantal in de Primera División tot dan toe. Voor het eerst sinds 1921 speelde Club Nacional de Football weer om het landskampioenschap in eigen huis tegen CA Peñarol. Deze wedstrijd werd met 2–1 door Nacional gewonnen.
Uiteindelijk grepen echter beide rivalen naast de titel: Rampla Juniors FC werd - nadat ze al eerder tweede en twee keer derde waren geworden - voor het eerst kampioen van Uruguay. Zowel Peñarol als Nacional wisten ze een keer ruim te verslaan (4–0 tegen Peñarol en 4–1 tegen Nacional) en ze hielden 24 keer de nul. Het was de eerste keer sinds 1914 dat een chico (kleine club, i.e. niet Nacional of Peñarol) landskampioen werd. De Picapiedras eindigden met drie punten voorsprong op Peñarol. Nacional werd derde en Montevideo Wanderers FC eindigde als vierde. De top-vijf werd gecompleteerd door IA Sud América, dat hiermee de beste van de vijf debutanten werd.
Omdat de Primera División binnen enkele seizoenen weer zou worden teruggebracht naar twaalf clubs (net als in de periode 1920–1925), degradeerden dit jaar de slechtste vijf ploegen. Dit waren Central FC, Solferino SC, CA Rosarino Central, Belgrano FC en Universal FC. Central wist enkele seizoenen later weer terug te keren in de Primera División, maar voor de andere vier ploegen zou dit uiteindelijk het laatste jaar op het hoogste niveau blijken.

### Kwalificatie voor internationale toernooien
De kampioen kwalificeerde zich voor de Copa Ricardo Aldao (afgekort tot Copa Aldao). Deze beker werd sinds 1913 onregelmatig betwist tussen de landskampioenen van Argentinië en Uruguay om zo te bepalen wie zich de beste Rioplatensische ploeg zou mogen noemen.

### Eindstand
|     | Club                      | Sp. | W  | G  | V  | Pnt. | DV | DT | DS  |
| --- | ------------------------- | --- | -- | -- | -- | ---- | -- | -- | --- |
| 01. | Rampla Juniors FC         | 38  | 25 | 7  | 6  | 57   | 63 | 19 | +44 |
| 2.  | CA Peñarol                | 38  | 22 | 10 | 6  | 54   | 63 | 33 | +30 |
| 3.  | Club Nacional de Football | 38  | 20 | 9  | 9  | 49   | 58 | 37 | +21 |
| 4.  | Montevideo Wanderers FC   | 38  | 21 | 6  | 11 | 48   | 66 | 36 | +30 |
| 5.  | IA Sud América            | 38  | 16 | 13 | 9  | 45   | 48 | 32 | +16 |
| 6.  | CA Defensor               | 38  | 16 | 11 | 11 | 43   | 58 | 40 | +18 |
| 7.  | Misiones FC               | 38  | 18 | 6  | 14 | 42   | 51 | 38 | +13 |
| 8.  | Olimpia FC                | 38  | 15 | 11 | 12 | 41   | 50 | 51 | –1  |
| 9.  | CA Lito                   | 38  | 15 | 10 | 13 | 40   | 53 | 46 | +7  |
| 10. | CA Bella Vista            | 38  | 15 | 10 | 13 | 40   | 47 | 38 | +9  |
| 11. | Uruguay Club              | 38  | 13 | 13 | 12 | 39   | 39 | 45 | –6  |
| 12. | CA Capurro                | 38  | 14 | 9  | 15 | 37   | 54 | 53 | +1  |
| 13. | CA Cerro                  | 38  | 14 | 9  | 15 | 37   | 47 | 56 | –9  |
| 14. | Liverpool FC              | 38  | 13 | 10 | 15 | 36   | 37 | 53 | –16 |
| 15. | Racing Club de Montevideo | 38  | 14 | 8  | 16 | 36   | 48 | 62 | –14 |
| 16. | Central FC                | 38  | 10 | 14 | 14 | 34   | 43 | 46 | –3  |
| 17. | Solferino SC              | 38  | 10 | 10 | 18 | 30   | 43 | 60 | –17 |
| 18. | CA Rosarino Central       | 38  | 8  | 8  | 22 | 24   | 27 | 50 | –23 |
| 19. | Belgrano FC               | 38  | 7  | 4  | 27 | 18   | 17 | 63 | –46 |
| 20. | Universal FC              | 38  | 2  | 6  | 30 | 10   | 24 | 78 | –54 |

### Legenda
| Kleur | Kwalificatie voor          |
| ----- | -------------------------- |
|       | Copa Aldao 1927            |
|       | Divisional Intermedia 1928 |

### Uitslagen
In onderstaande tabel staan de onderlinge resultaten van de top-vier uit de competitie.
| Tweede wedstrijd →        | MWFC  | CNdF  | CAP   | RJFC  |
| Eerste wedstrijd ↓        | MWFC  | CNdF  | CAP   | RJFC  |
| ------------------------- | ----- | ----- | ----- | ----- |
| Montevideo Wanderers FC   |       | 3 – 2 | 1 – 0 | 1 – 1 |
| Club Nacional de Football | 2 – 0 |       | 2 – 1 | 1 – 4 |
| CA Peñarol                | 1 – 1 | 1 – 1 |       | 0 – 4 |
| Rampla Juniors FC         | 1 – 2 | 0 – 0 | 1 – 3 |       |

| Winnaar Primera División 1927 |
| ----------------------------- |
| Rampla Juniors FC 1e titel    |

#### Topscorer
Pedro Petrone van Nacional werd voor de tweede maal topscorer. Hij maakte negentien doelpunten.
| №  | Speler        | Club(s)                   | Goals |
| -- | ------------- | ------------------------- | ----- |
| 1. | Pedro Petrone | Club Nacional de Football | 19    |

1900 · 1901 · 1902 · 1903 · 1904 · 1905 · 1906 · 1907 · 1908 · 1909 · 1910 · 1911 · 1912 · 1913 · 1914 · 1915 · 1916 · 1917 · 1918 · 1919 · 1920 · 1921 · 1922 · 1923 · 1924 · 1925 · 1926 · 1927 · 1928 · 1929 · 1930 · 1931 · 1932 · 1933 · 1934 · 1935 · 1936 · 1937 · 1938 · 1939 · 1940 · 1941 · 1942 · 1943 · 1944 · 1945 · 1946 · 1947 · 1948 · 1949 · 1950 · 1951 · 1952 · 1953 · 1954 · 1955 · 1956 · 1957 · 1958 · 1959 · 1960 · 1961 · 1962 · 1963 · 1964 · 1965 · 1966 · 1967 · 1968 · 1969 · 1970 · 1971 · 1972 · 1973 · 1974 · 1975 · 1976 · 1977 · 1978 · 1979 · 1980 · 1981 · 1982 · 1983 · 1984 · 1985 · 1986 · 1987 · 1988 · 1989 · 1990 · 1991 · 1992 · 1993 · 1994 · 1995 · 1996 · 1997 · 1998 · 1999 · 2000 · 2001 · 2002 · 2003 ·  2004 · 2005 · 2005/06 · 2006/07 · 2007/08 · 2008/09 · 2009/10 · 2010/11 ·  2011/12 · 2012/13 · 2013/14 · 2014/15 · 2015/16 · 2016 · 2017 · 2018 · 2019 · 2020 · 2021 · 2022 · 2023